# Lagena (anatomia)
A lagena (do grego λάγηνος: lágēnos para frasco) é uma estrutura encontrada em animais vertebrados não mamíferos. É neles considerado o terceiro órgão otólito, além do sáculo e utrículo (apenas esses dois últimos estão presentes em humanos). Seu nome não se encontra na Terminologia Anatomica, sendo utilizado por zoólogos.
Evolutivamente, primeiro aparece como a parte posterior do sáculo dos elasmobrânquios e considera-se que esteja envolvida no equilíbrio por orientação em relação à gravidade. Em peixes, se relaciona com orientação gravitacional, discriminação de oscilações sonoras e orientação de movimento. Em anfíbios, tem função principalmente vestibular, mas também em menor proporção auditória. Em pássaros, pode se relacionar a habilidades de navegação. Exceto nos monotremados, não há lagena como órgão interno independente nos mamíferos.

## Anatomia de peixes e anfíbios
A lagena contém os otólitos asteriscos. Nos peixes, a lagena está implicada na audição e no registro da aceleração linear vertical, enquanto nos anfíbios é apenas no último.